# 隆昌站
隆昌站是一个成渝线上的铁路车站，位于四川省内江市隆昌市金鹅街道，建于1952年，目前为三等站。目前客运：办理旅客乘降；行李、包裹托运；货运：办理整车、零担、集装箱货物发到；办理整车货物承运前保管；不办理整车爆炸品及整车一级氧化剂发到。